# SUAL Groep
SUAL Groep NV (Russisch: Группа СУАЛ, Groeppa SOEAL), volledige naam: Siberisch-Oeraals Aluminiumbedrijf (Сибирско-Уральская Алюминиевая компания) was een verticaal geïntegreerd aluminiumbedrijf dat behoorde tot de top tien van aluminiumproducenten. In augustus 2006 werd bekend dat RUSAL de onderneming wil overnemen.

## Activiteiten
SUAL omvatte 20 bedrijven in 9 Russische deelgebieden en 1 in de stad Zaporizja in Oekraïne. De bedrijven waren actief in de productie van bauxiet, alumina, aluminium, silicium, semi-afgewerkte en afgewerkte aluminiumproducten. In 2005 was de productie 2,3 miljoen ton aluminiumoxide en 1,05 miljoen ton aluminium. De omzet bedroeg in dat jaar 2,7 miljard dollar (2003; 1,7 mrd, 2004; 2,3 mrd). Het EBITDA bedroeg 0,6 miljard dollar. Er werken ongeveer 60.000 mensen (2006) en de CEO is sinds 2003 Viktor Vekselberg, de op drie na rijkste man van Rusland in 2006 met 10 miljard dollar.

### Deelnemingen
1. Bogoslov aluminiumfabriek (BAZ-SUAL) in Krasnotoerinsk (oblast Sverdlovsk);
2. Irkoetsk aluminiumfabriek (IrkAZ-SUAL) in Sjelechov (oblast Irkoetsk);
3. Kandalaksja aluminiumfabriek (KAZ-SUAL) in Kandalaksja (oblast Moermansk);
4. Nadvoitsy aluminiumfabriek (NAZ-SUAL) in het dorp Nadvoitsy (Karelië);
5. Oeral aluminiumfabriek (UAZ-SUAL) in Kamensk-Oeralski (oblast Sverdlovsk);
6. Volchov aluminiumfabriek (VAZ-SUAL) in Volchov (oblast Leningrad);
7. Pikaljovo Aluminiumoxidefabriek (PGZ-SUAL) in Pikaljovo (oblast Leningrad);
8. Volgograd aluminiumfabriek (VgAZ-SUAL) in Wolgograd.

Toeleverende bauxietmijnen zijn gevestigd in Severo-oeralsk (Sevoeralsboksitroeda of SUBR-SUAL) en Middel-Timan (Komi).
SUAL is in samenwerking met RUSAL, de grootste aluminiumproducent van Rusland, bezig met de bouw van het Komi Aluminiumcomplex in het stadsdistrict van Oechta in Komi.

## Geschiedenis
Het bedrijf ontstond nadat in 1994-1995 Vekselberg begon met investeringen in aluminiumbedrijven in geprivatiseerde staatsbedrijven in Irkoetsk en de Oeral. In 1996 bracht hij alles bijeen in SUAL. Het bedrijf ontwikkelde zich hierna tot een grootschalige productieketen door overnames en investeringen in andere Russische bedrijven. Een groot aantal productielocaties bevindt zich binnen oblast Sverdlovsk en rond Irkoetsk. Het hoofdkantoor staat in Moskou. Het bedrijf is onderdeel van de Renovagroep van Vekselberg, waartoe ook onder andere TNK-BP, KES, RKS, Luchthaven Koltsovo en Metkombank behoren.
In augustus 2006 werden de plannen bekend voor de overname van SUAL door RUSAL, dat ook de aluminadivisie van het Zwitserse Glencore overneemt, waardoor de grootste aluminiumproducent ter wereld zal ontstaan. De plannen werden eind augustus goedgekeurd door president Poetin. Het nieuwe bedrijf werd voor 64,5% eigendom van RUSAL, 21,5% van de aandelen kwam in handen van de oud-aandeelhouders van SUAL en 14% van Glencore. Er werken zo'n 110.000 mensen in 17 landen.